# Specklinia mucronata
Specklinia mucronata là một loài thực vật có hoa trong họ Lan. Loài này được (Lindl. ex Cogn.) Luer mô tả khoa học đầu tiên năm 2006.